# Joan Harrison (nadadora)
Joan Harrison (East London, Sudáfrica, 29 de noviembre de 1935-20 de mayo de 2025) fue una nadadora sudafricana, especializada en pruebas de estilo espalda, donde consiguió ser campeona olímpica en 1952 en los 100 metros.

## Carrera deportiva
En los Juegos Olímpicos de Helsinki 1952 ganó la medalla de oro en los 100 metros estilo espalda, con un tiempo de 1:14.3 segundos, por delante de la neerlandesa Geertje Wielema (plata con 1:14.5 segundos) y la neozelandesa Jean Stewart (bronce con 1:15.8 segundos).